# Светослав Суроня
Светослав Суроня (хорв. Svetoslav Suronja; ? — 1000) — хорватський король з династії Трпимировичів, син короля Степана Држислава.

## Життєпис
Старший син Степана Држислава зійшов на трон після смерті батька. На той час за угодою з Константинополем Хорватія перебувала в стані війни з Болгарією, цар якої Самуїл оголосив себе імператором. Протягом правління Степана Држислава, на щастя для хорватів, військові дії проти візантійців відволікали всю увагу болгар, тож фактично Хорватія участі у війні не брала.
Але після смерті Степана Држислава і сходження на престол Светослава одразу проти нього виступили молодші брати Крешимир та Гойслав. Вони звернулися до Самуїла по допомогу. Болгарський правитель вирішив, що йому випала зручна нагода оволодіти ще й Хорватією. 998 року болгари пішли на Хорватію.
Могутнє болгарське військо захопило й пограбувало всю південну Далмацію аж до Задару, включно з Трогіром та Сплітом, до Болгарії поверталося через Боснію. Усі захоплені хорватські землі Самуїл передав під управління Крешимира та Гойслава. 1000 року за допомогою болгар вони скинули Светослава й оголосили себе співправителями Хорватії.
На бік Светослава стала Венеція: дож П'єтро II Орсеоло надіслав свої війська в Далмацію і відбив у братів Задар, Трогір, Спліт, Біоград-на-Мору, острови Корчула й Ластово. Светослав Суроня та дож Орсеоло домовилися про династичний шлюб сина Светослава Степана та дочки венеційського правителя Гіцели.
Невдовзі дожа Орсеоло скинули в результаті змови, Светослав втратив підтримку й був змушений тікати з родиною до Угорщини. Там він невдовзі й помер.